# Zengő
Der Zengő [ˈzɛŋɡøː] ist mit 682 m der höchste Berg im südungarischen Mecsek-Gebirge. Er ist durchgehend mit Laubwald bewachsen, nur an sehr wenigen kühlen und schattigen Stellen kommt ein wenig – etwas kränkelnder – Nadelwald vor.
Vor einiger Zeit lief eine groß angelegte Umweltschutz-Kampagne zum Schutz des Zengő, da die ungarische Regierung auf dem Mecsek eine Radaranlage zur militärischen Überwachung des Luftraums bauen will, obwohl der Berg unter Naturschutz steht. Diese Pläne wurden aber 2011 aufgegeben.
Der Zengő ist über Wanderwege von Hosszúhetény, Püspökszentlászló, Kisújbánya und Pécsvárad zu erreichen.